# Château de la Roche Racan
Le château de la Roche Racan est un château situé à Saint-Paterne-Racan (Indre-et-Loire) et inscrit aux monuments historiques en 1947. Le château s'est appelé d'abord La Roche-au-Majeur, c'est-à-dire Au seigneur, comme siège de la prévôté d'Oë.

## Historique
Il a appartenu au poète et académicien Honorat de Bueil de Racan qui en a ordonné la construction. Le château restera dans la famille de Bueil jusqu'en 1745 quand Antoine-Pierre de Bueil le vendra à Michel-Roland des Escotais. Il deviendra alors le centre du comté des Escotais. À la suite de la révolution française, il sera vendu comme bien national.
Jacques II Gabriel en est l'architecte. Il s'installe dans la localité à cette occasion et y reste jusqu'à sa mort. Il est à l'origine d'une lignée d'architectes qui contribueront aux chantiers du château de Versailles, du château de Compiègne et de la place de la Concorde notamment.
Le château était constitué à l'origine de deux pavillons parallèles reliés par un bâtiment transversal. À la Révolution française, le château est en grande partie détruit : il reste essentiellement le pavillon ouest.
Charles Mourain de Sourdeval, homme de lettres vendéen ayant exercé des fonctions de magistrat à Tours, a écrit au XIXe siècle un ouvrage consacré au château de la Roche Racan.
Le château est aujourd'hui une propriété privée, toutefois il peut être visité du1er juillet au 31 aout  en été ainsi qu'aux Journées du Patrimoine et sur rendez vous pour des groupes de plus de 20 personnes minimum du 15 mars au 31 octobre.

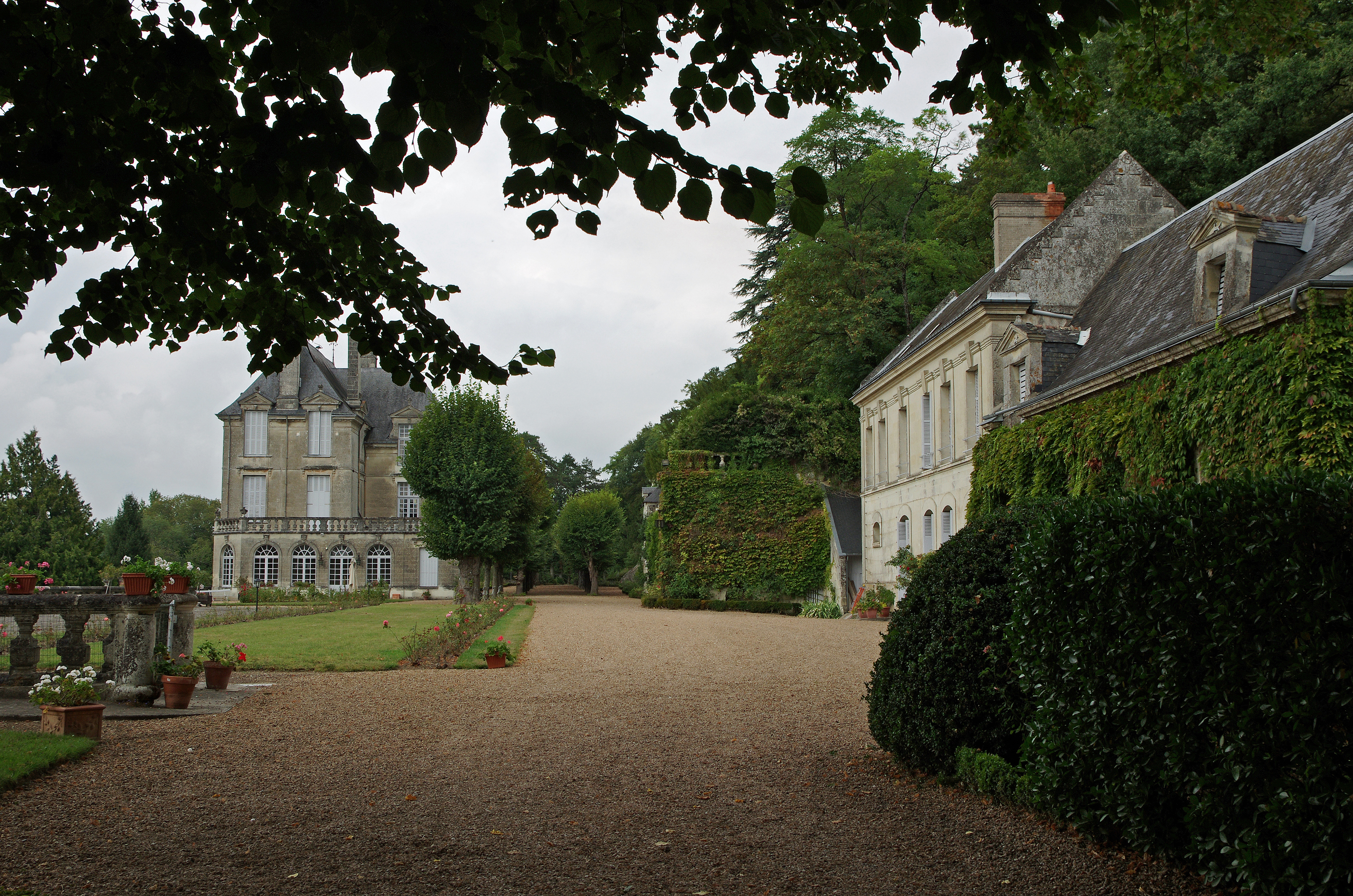
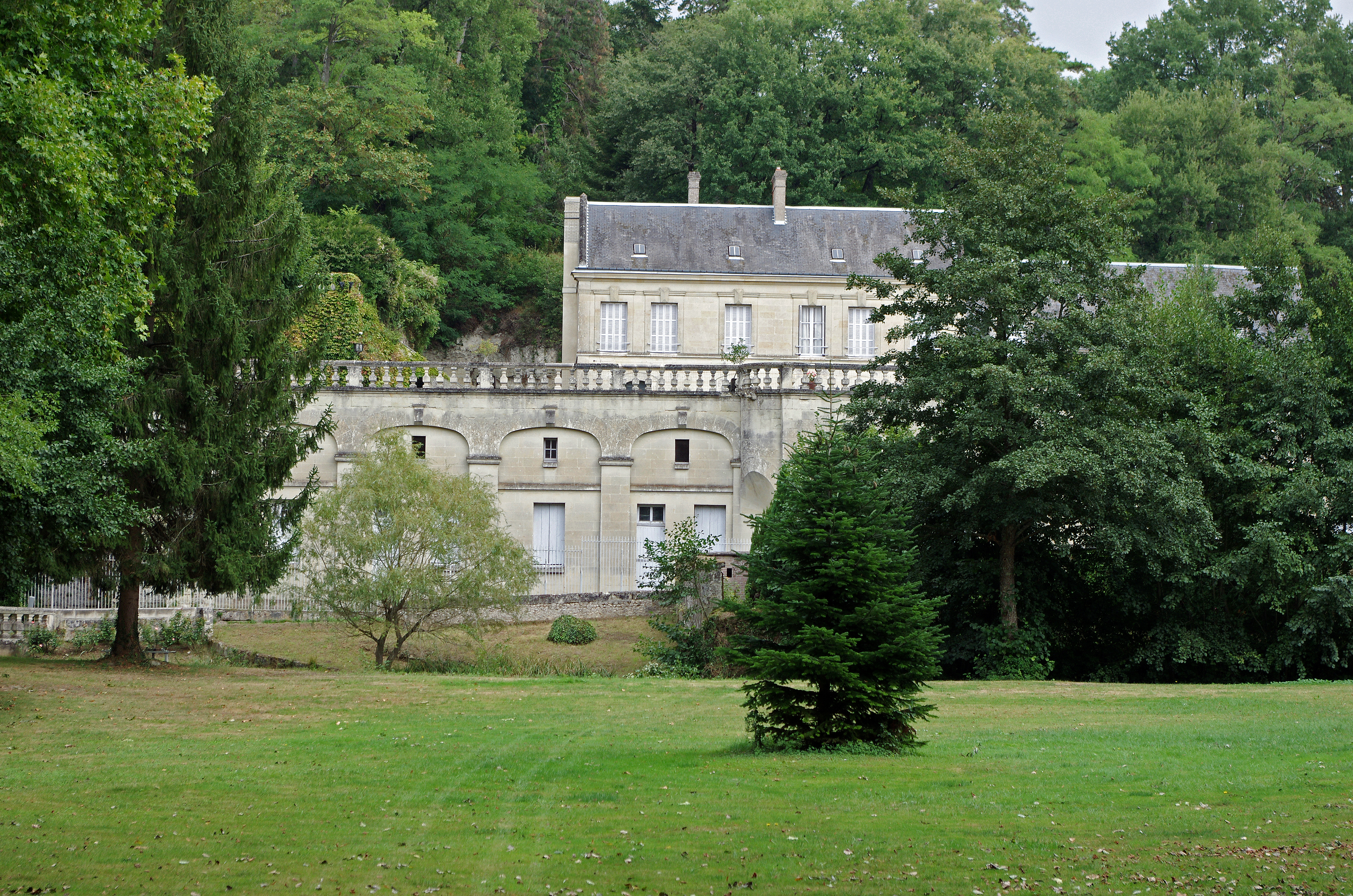
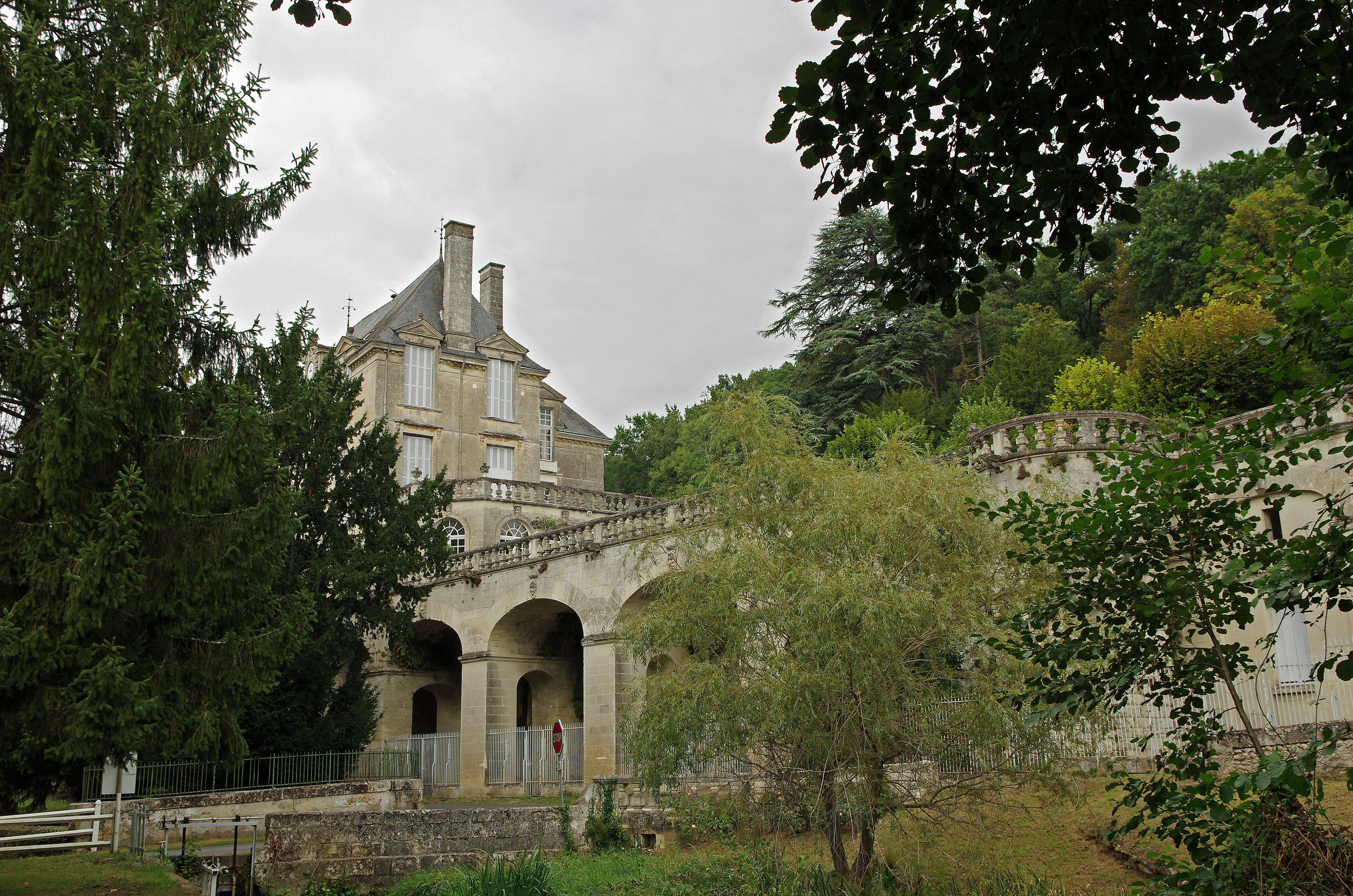
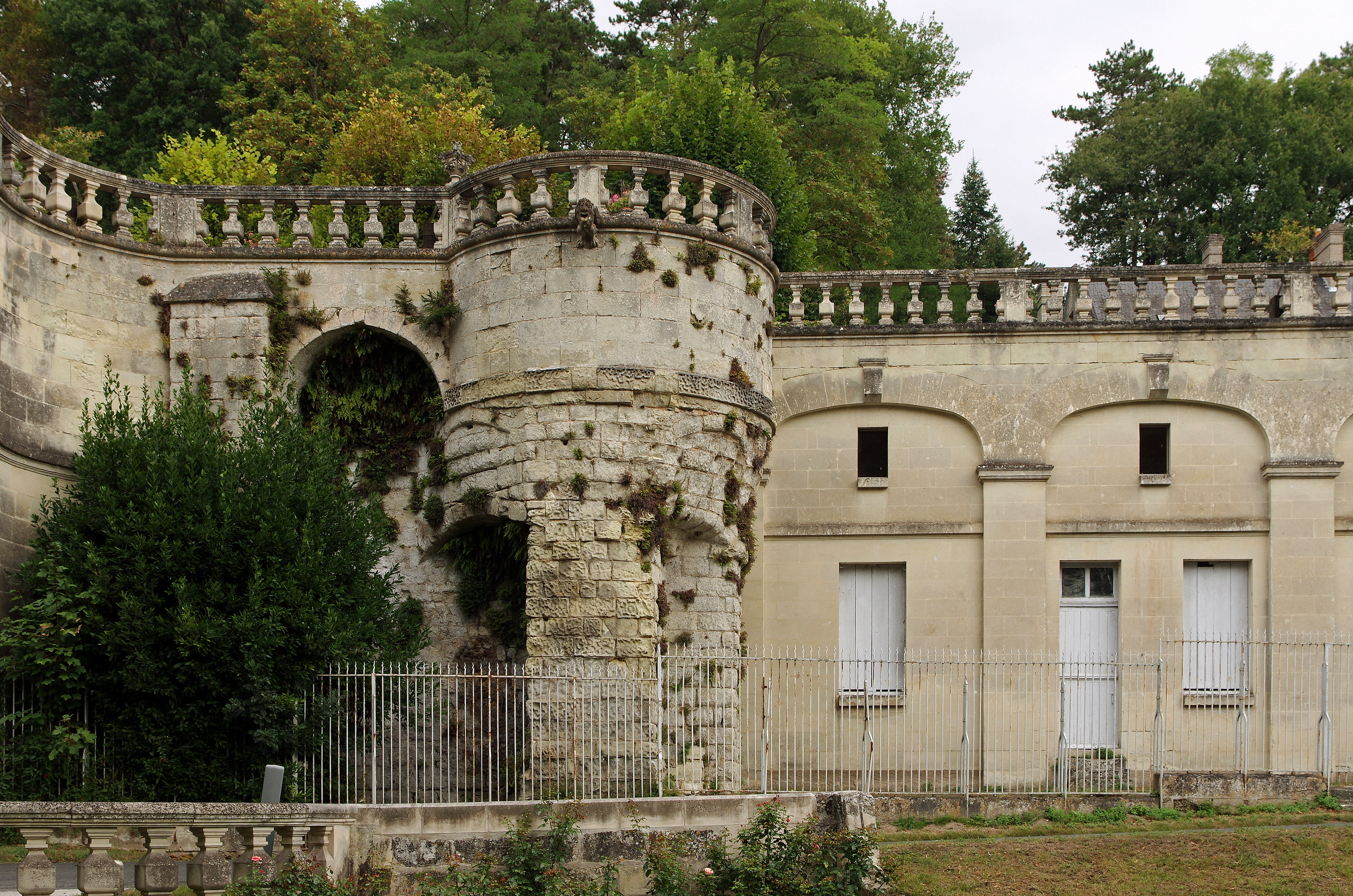
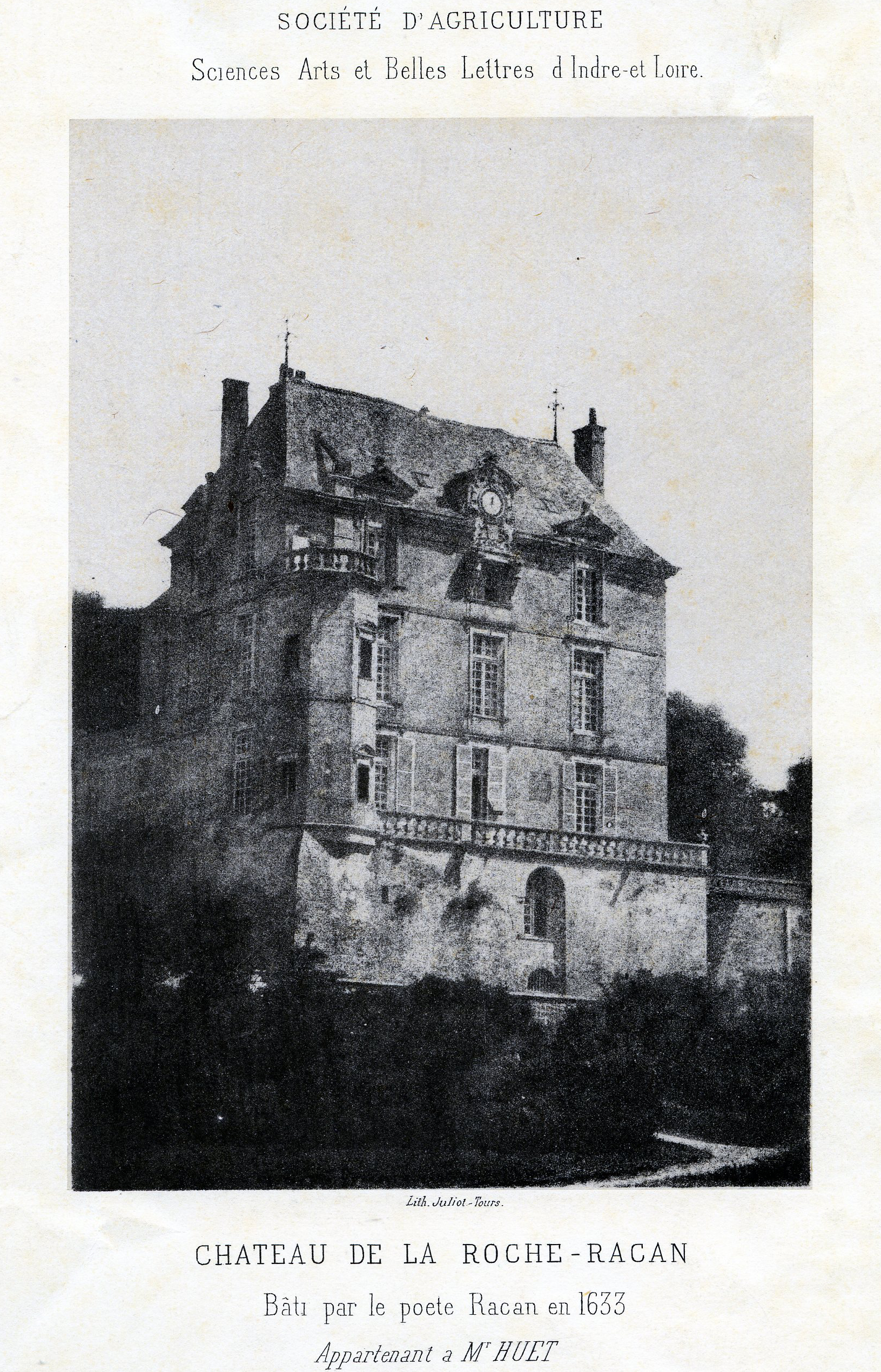
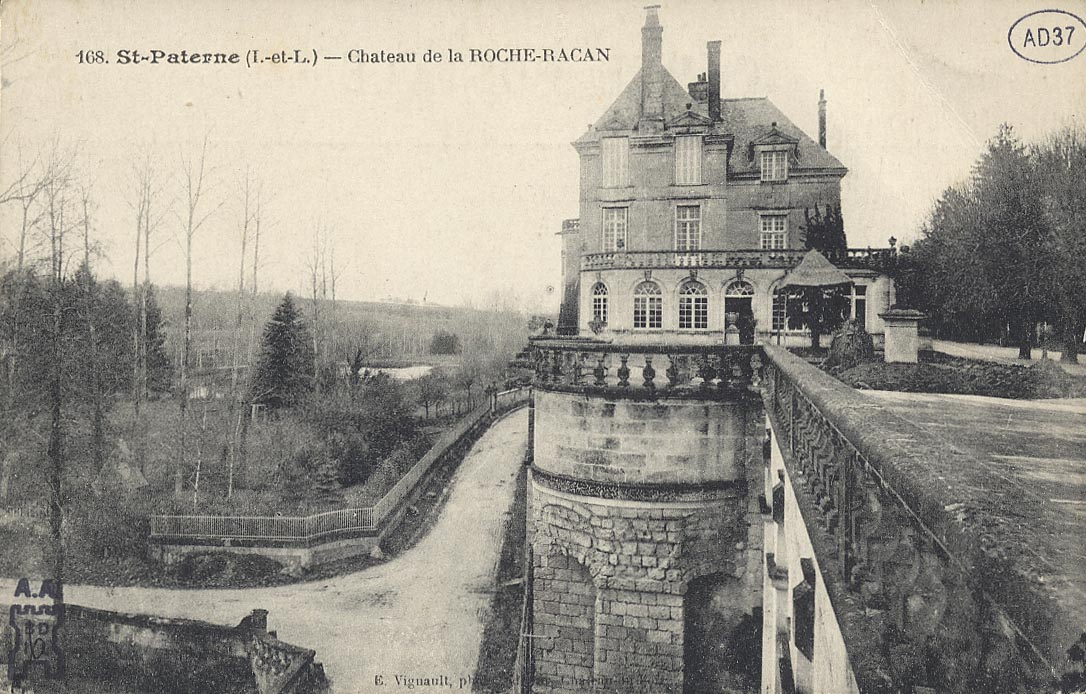